# Mattia Perin
Mattia Perin (10. listopad 1992, Latina, Itálie) je italský fotbalový brankář, který od roku 2021 chytá za Juventus.
V září 2020 u něj byla, během jeho návratu do Janova ve formě hostování, potvrzena nákaza nemocí covid-19, kvůli níž musel vynechat ligové utkání proti Neapoli.

## Reprezentační kariéra
Perin nastupoval za italské mládežnické reprezentace.
V A-mužstvu Itálie debutoval 18. 11. 2014 v přátelském utkání proti Albánii (výhra 1:0).
Mattia Perin byl nominován i na červnové Mistrovství světa 2014 v Brazílii, kde Itálie vypadla již v základní skupině. Plnil roli třetího brankáře za Gianluigi Buffonem a Salvatorem Sirigu, nezasáhl do žádného zápasu.

## Přestupy
- z Pistoiese do Janov za 300 000 Euro
- z Janov do Pescara za 200 000 Euro (hostování)
- z Janov do Juventus za 16 300 000 Euro
- z Juventus do Janov za 521 000 Euro (hostování)

## Statistika

### Klubová
| Sezóna             | Klub               | Liga               | Liga   | Liga      | Národní poháry | Národní poháry | Národní poháry | Kontinentální poháry | Kontinentální poháry | Kontinentální poháry | Celkem | Celkem    |
| Sezóna             | Klub               | Soutěž             | Zápasy | Obd. góly | Soutěž         | Zápasy         | Obd. góly      | Soutěž               | Zápasy               | Obd. góly            | Zápasy | Obd. góly |
| ------------------ | ------------------ | ------------------ | ------ | --------- | -------------- | -------------- | -------------- | -------------------- | -------------------- | -------------------- | ------ | --------- |
| 2010/11            | Janov              | Serie A            | 1      | 2         | IP             | 0              | 0              | -                    | 0                    | 0                    | 1      | 2         |
| 2011/12            | Padova             | Serie B            | 25     | 39        | IP             | 0              | 0              | -                    | 0                    | 0                    | 25     | 39        |
| 2012/13            | Pescara            | Serie A            | 29     | 66        | IP             | 1              | 0              | -                    | 0                    | 0                    | 30     | 66        |
| 2013/14            | Janov              | Serie A            | 37     | 50        | IP             | 1              | 2              | -                    | 0                    | 0                    | 38     | 52        |
| 2014/15            | Janov              | Serie A            | 32     | 38        | IP             | 1              | 0              | -                    | 0                    | 0                    | 33     | 38        |
| 2015/16            | Janov              | Serie A            | 25     | 30        | IP             | 0              | 0              | -                    | 0                    | 0                    | 25     | 30        |
| 2016/17            | Janov              | Serie A            | 16     | 19        | IP             | 0              | 0              | -                    | 0                    | 0                    | 16     | 19        |
| 2017/18            | Janov              | Serie A            | 37     | 42        | IP             | 1              | 1              | -                    | 0                    | 0                    | 38     | 43        |
| 2018/19            | Juventus           | Serie A            | 9      | 8         | IP+IS          | 0+0            | 0              | LM                   | 0                    | 0                    | 9      | 8         |
| 2019/20            | Juventus           | Serie A            | 0      | 0         | IP             | 0              | 0              | LM                   | 0                    | 0                    | 0      | 0         |
| 2020               | Janov              | Serie A            | 21     | 38        | IP             | 0              | 0              | -                    | 0                    | 0                    | 21     | 38        |
| 2020/21            | Janov              | Serie A            | 32     | 44        | IP             | 0              | 0              | -                    | 0                    | 0                    | 32     | 44        |
| Celkem za Janov    | Celkem za Janov    | Celkem za Janov    | 201    | 263       | -              | 3              | 3              | -                    | 0                    | 0                    | 204    | 266       |
| 2021/22            | Juventus           | Serie A            | 5      | 7         | IP+IS          | 5+1            | 6+2            | LM                   | 1                    | 0                    | 12     | 15        |
| 2022/23            | Juventus           | Serie A            | 11     | 7         | IP             | 4              | 3              | LM+EL                | 2+1                  | 4+0                  | 18     | 14        |
| 2023/24            | Juventus           | Serie A            | 3      | 1         | IP             | 5              | 3              | -                    | 0                    | 0                    | 8      | 4         |
| 2024/25            | Juventus           | Serie A            | ?      | ?         | TP+IS          | ?+?            | ?              | LM                   | ?                    | ?                    | ?      | ?         |
| Celkem za Juventus | Celkem za Juventus | Celkem za Juventus | 28     | 23        | -              | 15             | 14             | -                    | 4                    | 4                    | 47     | 41        |
| Celkově            | Celkově            | Celkově            | 284    | 391       | -              | 19             | 17             | -                    | 4                    | 4                    | 308    | 412       |

### Reprezentační

#### Statistika na velkých turnajích
| Itálie | MS 2014 | Neodehrál žádné ze 3 utkání |

## Úspěchy

### Klubové
- vítěz italské ligy (1x)

Juventus: 2018/19
- vítěz italského poháru (1x)

Juventus: 2023/24
- vítěz italského superpoháru (1x)

Juventus: 2018

### Reprezentační
- 1× na MS (2014)